# زیست‌دارو آلدر
زیست‌دارو آلدر (انگلیسی: Alder Biopharmaceuticals) شرکتی است در شهر باتل، واشینگتن.